# Мерцвајлер
Мерцвајлер (њем. Merzweiler) општина је у њемачкој савезној држави Рајна-Палатинат. Једно је од 98 општинских средишта округа Кузел. Према процјени из 2010. у општини је живјело 206 становника. Посједује регионалну шифру (AGS) 7336062.

## Географски и демографски подаци
Мерцвајлер се налази у савезној држави Рајна-Палатинат у округу Кузел. Општина се налази на надморској висини од 260 метара. Површина општине износи 2,3 km². У самом мјесту је, према процјени из 2010. године, живјело 206 становника. Просјечна густина становништва износи 91 становника/km².